# Paul Mägi
Paul Mägi, född 13 oktober 1953, är en estländsk dirigent och jazzviolinist, verksam i stora delar av världen. Mägi är chefsdirigent för Uppsala Kammarorkester. Mägi invaldes 2013 som utländsk ledamot av Kungliga Musikaliska Akademien.